# خط روزگردان

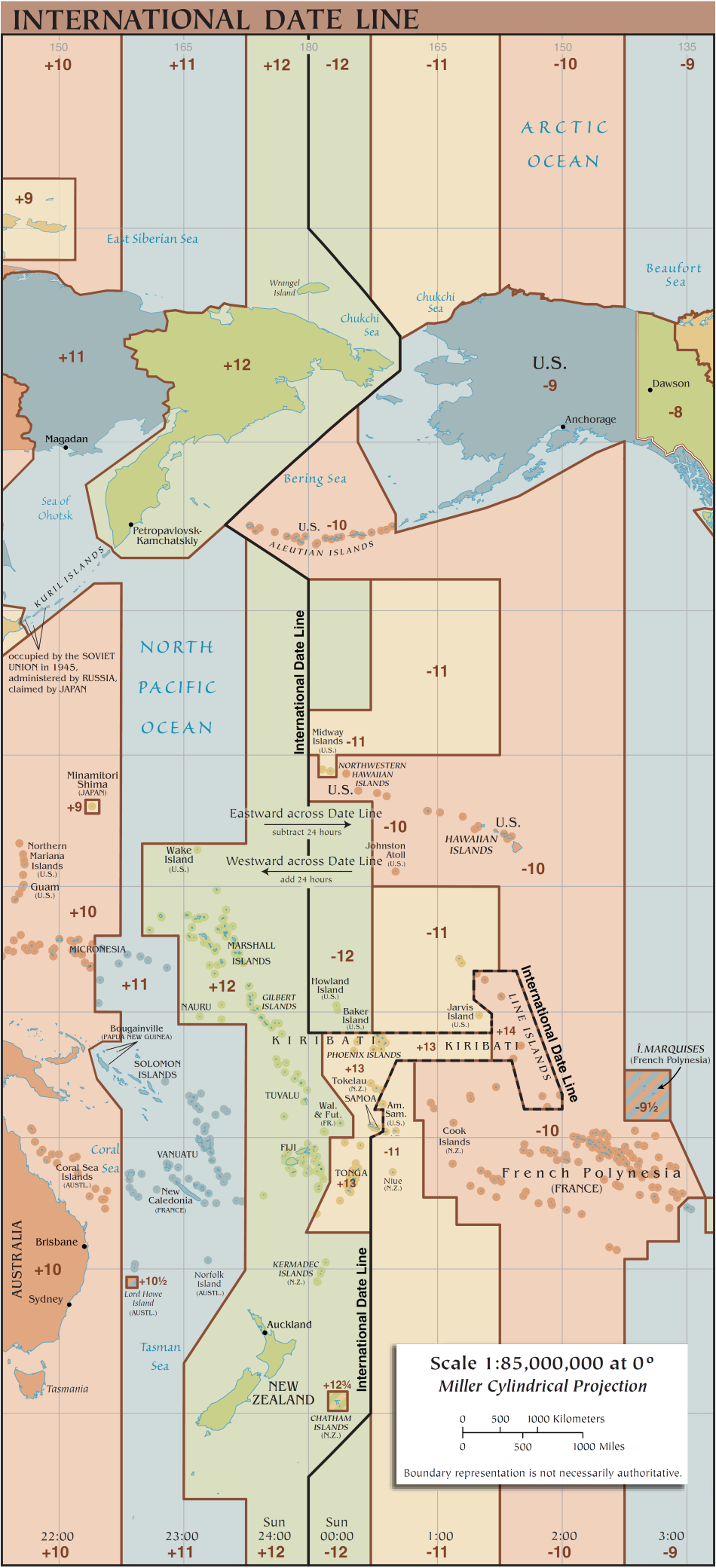
خط روزگردان.

خط روزگَردان یا خط بین‌المللی زمان (international Date Line مخفف IDL) خطی است فرضی بر سطح کره زمین که از میانهٔ اقیانوس آرام می‌گذرد و هر چیز(مانند کشتی یا هواپیما) و شخص که از این خط عبور کند باید بسته به جهت حرکت خود، تاریخ (روز تقویمی) خود را تنظیم کند.
خط روزگردان به طور حدودی هم‌راستا با مدار نصف‌النهار ۱۸۰ درجه (نقطه مقابل نصف‌النهار مبدا) است اما در نقاطی خیلی از این مدار منحرف می‌شود تا از تقسیم زمانی برخی واحدهای سیاسی و گروه‌های جزیره‌ای جلوگیری شود.(یعنی خط روزگردان یک خط مستقیم نمی باشد)
از طول جغرافیایی گرینویچ تا خط روزگردان در جهت شرق، به ۱۸۰ درجه شرقی (E) و در جهت غرب به ۱۸۰ درجه غربی (W) تقسیم شده‌است.
هنگام عبور از شرق این خط به غرب آن باید یک روز از تقویم کم کرد(زیرا ساعت عقب تر است) و به عکس هنگام عبور از غرب به شرق این خط باید یک روز به تقویم اضافه کرد.(زیرا ساعت جلوتر است) کشور های شرق خط روزگردان در نیمکره غربی نصف النهار مبدا(گرینویچ) به شمار می آیند و کشور های غرب خط روزگردان در نیمکره شرقی نصف النهار مبدا(گرینویچ) به شمار می آیند. چنانکه ایران در قاره آسیا در غرب IDL قرار دارد اما در نصف النهار مبدا در نیمکره شرقی واقع شده است و آمریکا که در شرق IDL قرار دارد، در نصف النهار مبدا در نیمکره غربی واقع شده است. البته توجه کنید که در تعیین تاریخ نباید به موقعیت نسبت به نصف النهار صفر درجه(گرینویچ) توجه کنید، بلکه باید به موقعیت نسبت به IDL توجه کنید. مثلا باید توجه داشته باشید که هنگام تعیین تاریخ از ایران به آمریکا، آنرا غرب به شرق در نظر میگیریم(تا در نصف النهار مبدا شرق به غرب باشد) بنابراین هنگام سفر از ایران به آمریکا باید یک روز به تقویم اضافه شود.
اگر مسافری از غرب کره زمین به شرق (از قاره آمریکا به قاره آسیا) یک بار زمین را دور بزند، یک روز تقویمی از مبدأ حرکت خود، جلو می افتد و باید یک روز از تاریخ کم کند و بر عکس از شرق کره زمین به غرب ( از آسیا به آمریکا) باید یک روز به تاریخ اضافه کند.(توجه کنید که در اینجا ملاک موقعیت نسبت به نصف النهار صفر درجه بوده است که البته این نوع از تعیین موقعیت به سبب آنکه ممکن است موجب گمراهی شود توصیه نمی شود بهتر است موقعیت نسبت به IDL را در نظر داشته باشید.)